# Colaxes
Colaxes är ett släkte av spindlar. Colaxes ingår i familjen hoppspindlar.
Kladogram enligt Catalogue of Life:
| Colaxes | \| \| Colaxes horton \| \| \| \| \| \| Colaxes nitidiventris \| \| \| \| \| \| Colaxes wanlessi \| \| \| \| |
|         | \| \| Colaxes horton \| \| \| \| \| \| Colaxes nitidiventris \| \| \| \| \| \| Colaxes wanlessi \| \| \| \| |
|         | Colaxes horton                                                                                              |
|         | |
|         | Colaxes nitidiventris                                                                                       |
|         | |
|         | Colaxes wanlessi                                                                                            |
|         | |